# 1998-as Intertotó-kupa
Az 1998-as Intertotó-kupa győztesei: a Valencia, a Werder Bremen és a Bologna csapatai voltak, aminek eredményeként indulhattak az UEFA-kupa 1998–99-es selejtezőiben.

## Első forduló
| 1. csapat                  | Össz.       | 2. csapat           | 1. mérk. | 2. mérk. |
| -------------------------- | ----------- | ------------------- | -------- | -------- |
| Altay                      | 5–4         | Shamrock Rovers     | 3–1      | 2–3      |
| Ethnikósz Áhnasz           | 2–5         | Örgryte             | 2–1      | 0–4      |
| Dnnapro-Transzmas Mahiljov | 2–10        | Debrecen            | 2–4      | 0–6      |
| Leiftur                    | 0–6         | Vorszkla Poltava    | 0–3      | 0–3      |
| Ebbw Vale                  | 1–9         | Kongsvinger         | 1–6      | 0–3      |
| Național Bucureşti         | 5–2         | Hapóél Haifa        | 3–1      | 2–1      |
| Austria Wien               | 2–3         | Ruch Chorzów        | 0–1      | 2–2      |
| Baltika                    | 5–1         | Szpartak Varna      | 4–0      | 1–1      |
| Stabæk                     | 3–5         | Vojvodina           | 1–2      | 2–3      |
| Hrvatski Dragovoljac       | 2–4         | Lyngby              | 1–4      | 1–0      |
| Rimavská Sobota            | 3–2         | Omagh Town          | 1–0      | 2–2      |
| Hobscheid                  | 1–2         | Hradec Králové      | 0–0      | 1–2      |
| Diósgyőri FC               | 5–2         | Sliema Wanderers    | 2–0      | 3–2      |
| TPS Turun                  | (i.r.g.)3–3 | Sion                | 0–1      | 3–2      |
| Vágs Bóltfelag             | 1–6         | Brno                | 0–3      | 1–3      |
| St. Gallen                 | 9–3         | Viljandi Tulevik II | 3–2      | 6–1      |
| Dinaburg                   | 2–5         | Dukla Trencin       | 1–1      | 1–4      |
| Inkaras Kaunas             | (b.u.)1–1   | Pivani Baki         | 1–0      | 0–1      |
| Torpedo Kutaiszi           | 7–1         | Erebuni             | 6–0      | 1–1      |
| Makedonija Gjorcse Petrov  | 5–3         | Olimpija Ljubljana  | 4–2      | 1–1      |

## Második forduló
| 1. csapat                 | Össz.       | 2. csapat          | 1. mérk. | 2. mérk. |
| ------------------------- | ----------- | ------------------ | -------- | -------- |
| Werder Bremen             | 5–1         | Inkaras Kaunas     | 4–1      | 1–0      |
| TPS Turun                 | 2–5         | Sinnyik Jaroszlavl | 0–2      | 2–3      |
| Boby Brno                 | 5–5(i.r.g.) | Espanyol           | 5–3      | 0–2      |
| Akademisk Boldklub        | 3–3(i.r.g.) | Vorszkla Poltava   | 2–2      | 1–1      |
| SV Austria Salzburg       | 3–2         | St. Gallen         | 3–1      | 0–1      |
| Iraklísz                  | 3–4         | Național Bucureşti | 3–1      | 0–3      |
| Lommel                    | (i.r.g.)2–2 | Torpedo Kutaiszi   | 0–1      | 2–1      |
| Vojvodina                 | 4–0         | Örebro             | 2–0      | 2–0      |
| Makedonija Gjorcse Petrov | 1–7         | Bastia             | 1–0      | 0–7      |
| Twente                    | 2–0         | Kongsvinger        | 2–0      | 0–0      |
| Sampdoria                 | 2–1         | Rimavská Sobota    | 2–0      | 0–1      |
| Samsunspor                | 4–3         | Lyngby             | 3–0      | 1–3      |
| Debrecen                  | (i.r.g.)1–1 | Hradec Králové     | 0–0      | 1–1      |
| Altay                     | 2–1         | Diósgyőri FC       | 1–1      | 1–0      |
| Örgryte                   | 2–2(i.r.g.) | Ruch Chorzów       | 2–1      | 0–1      |
| OD Trencin                | 0–1         | Baltika            | 0–1      | 0–0      |

## Harmadik forduló
| 1. csapat       | Össz.       | 2. csapat           | 1. mérk. | 2. mérk.   |
| --------------- | ----------- | ------------------- | -------- | ---------- |
| Debrecen        | 3–2         | Hansa Rostock       | 1–1      | 2–1        |
| Harelbeke       | 0–4         | Sampdoria           | 0–1      | 0–3        |
| Auxerre         | 1–2         | Espanyol            | 1–1      | 0–1        |
| Ruch Chorzów    | (b.u.)2–2   | Estrela da Amadora  | 1–1      | 1–1        |
| Valencia        | 4–2         | Sinnyik Jaroszlavl  | 4–1      | 0–1        |
| Crystal Palace  | 0–4         | Samsunspor          | 0–2      | 0–2        |
| Fortuna Sittard | 5–2         | Vorszkla Poltava    | 3–0      | 2–2        |
| Bologna         | (i.r.g.)3–3 | Național Bucureşti  | 2–0      | 1–3        |
| Bastia          | 4–3         | Altay               | 2–0      | 2–3 (h.u.) |
| Lommel          | 2–5         | Werder Bremen       | 1–3      | 1–2        |
| Twente          | 3–5         | SV Austria Salzburg | 2–2      | 1–3        |
| Vojvodina       | 4–2         | Baltika             | 4–1      | 0–1        |

## Elődöntők
| 1. csapat       | Össz. | 2. csapat           | 1. mérk. | 2. mérk. |
| --------------- | ----- | ------------------- | -------- | -------- |
| SC Bastia       | 2–4   | Vojvodina           | 2–0      | 0–4      |
| Bologna         | 3–2   | Sampdoria           | 3–1      | 0–1      |
| Fortuna Sittard | 3–4   | SV Austria Salzburg | 2–1      | 1–3      |
| Ruch Chorzów    | 4–0   | Debrecen            | 1–0      | 3–0      |
| Werder Bremen   | 6–0   | Samsunspor          | 3–0      | 3–0      |
| RCD Espanyol    | 0–3   | Valencia CF         | 0–1      | 0–2      |

## Döntők
| 1. csapat           | Össz. | 2. csapat    | 1. mérk. | 2. mérk. |
| ------------------- | ----- | ------------ | -------- | -------- |
| SV Austria Salzburg | 1–4   | Valencia     | 0–2      | 1–2      |
| Werder Bremen       | 2–1   | Vojvodina    | 1–0      | 1–1      |
| Bologna             | 3–0   | Ruch Chorzów | 1–0      | 2–0      |

- h.u. – hosszabbítás után
- b.u. – büntetők után
- i.r.g. – idegenben rúgott góllal

## Lásd még
- 1998–1999-es UEFA-bajnokok ligája
- 1998–1999-es kupagyőztesek Európa-kupája
- 1998–1999-es UEFA-kupa